# Dharma (informatique)
 (octobre 2020).
Pour les articles homonymes, voir Dharma (homonymie).
Le Dharma Logiciel est une recette méthodologique à base de CMM concernant la gestion de projets informatiques. Créée en [Quand ?], cette recette méthodologique est libre de droits et se documente peu à peu, sous la forme d'un blog, sur le site de la société FastWrite qui est à son origine.